# Хамадан (остан)
Хамада́н (перс. همدان‎ Hamadân, азерб. Həmədan / همدان, курд. Hemedan) — одна из 31 провинций (останов) Ирана. Площадь провинции — 19 368 км², население — 1 703 267 человек (2006). Административный центр — город Хамадан, другие крупные города — Мелайер (160 тыс.), Нехавенд (75 тыс.), Туйсеркан (44 тыс.), Кебудрахенг (20 тыс.), Лаледжин (15 тыс.), Фаменин (15 тыс.), Резен (12 тыс.), Мерианедж (10 тыс.), Корве-йе-Дарджазин (10 тыс.), Джуракан (10 тыс.).

## География

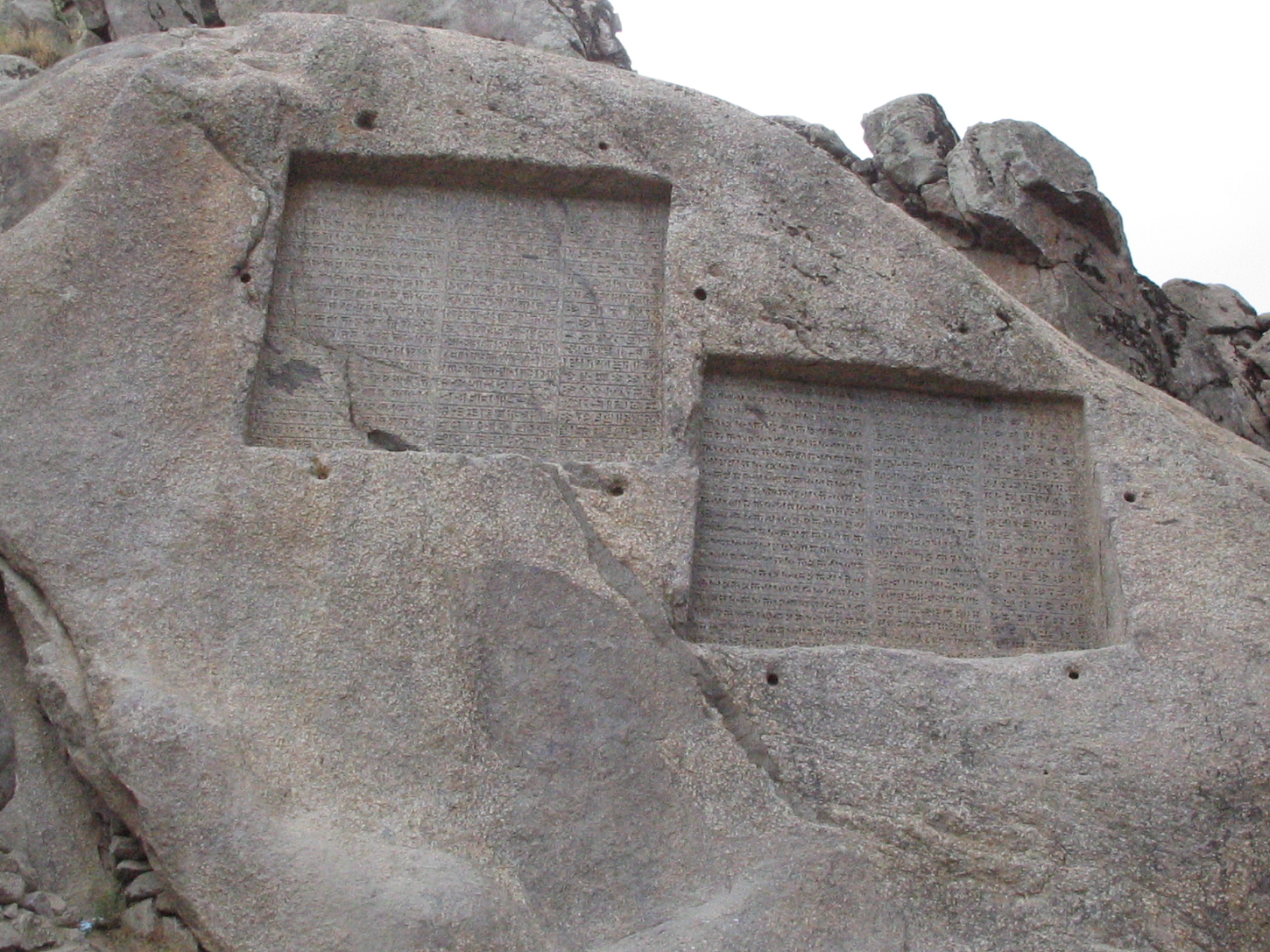
Ахеменидская надпись в Гандж-наме.

Одна часть провинции находится в Алвандских горах, другая — в Загросских. В провинции мягкое лето и суровая зима.

## История
Область Хамадана связана с историей древнейших царств, о чём свидетельствуют археологические находки. Город Хамадан раскинулся на месте столицы Мидии Экбатаны.

## Население
Часть населения Хамадана состоит из кочевых племен. Согласно переписи, большинство частей этих племён считаются сельскими жителями и только небольшая часть — не оседлым. Тем не менее, данные переписи дают некоторую информацию об их численности, названии племени и других социальных характеристиках.
Самым важным племенем, проводящим лето в Хамадане, является племя Торк Йаром Таглу. С общей численностью населения 7234 человека (1096 домохозяйств) это племя делится на четыре группы в зависимости от расположения их зимних квартир: Хузестан 4052 (572 домохозяйства), Лорестан 1639 (256 домохозяйств), Керманшах 1124 (195 домохозяйств), Илам 421 (73 домохозяйства). Племя Торк Йарам и его четыре группы составляют 79,3% мигрирующих племен, но проводят лето в Хамадане. Самым важным племенем, зимующим в Хамадане, является племя Торкашванд, численность населения которого составляет 608 человек, состоящее из 37,8 домохозяйств, что составляет 37,8% от числа кочующих племен, которые проводят зиму в Хамадане). Средний размер племенной семьи для тех племён, которые проводят лето в Хамадане, составляет 6,54 человека, самые большие семьи у племени Марачех (7,6 человек), а самые маленькие — у племени Джомхур (5,7 человек).
По данным на 1996 год, подавляющее большинство население исповедует ислам (99,88 %). Также в провинции проживали последователи зороастризма (308 человек), христианства (86 человек), иудаизма (47 человек) и 492 представителя других конфессий.

## Административное деление

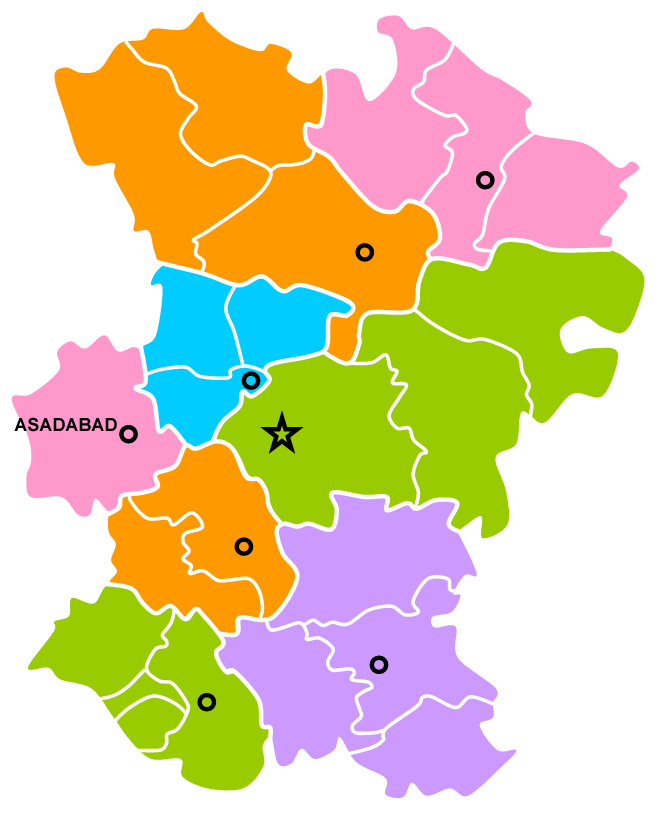
Административное деление провинции Хамадан

Провинция состоит из 8 шахрестанов:
1. Асадабад
2. Бехар
3. Кабудараханг
4. Малайер
5. Нехавенд
6. Разан
7. Туйсеркан
8. Хамадан

## Экономика
Основные отрасли экономики — сельское хозяйство (пшеница, ячмень, картофель, рапс, арбузы), пищевая, текстильная, обувная, кожевенная промышленность, добыча свинцово-цинковых руд, торговля, туризм и транспорт. В городе Вийан расположена Особая экономическая зона.

## Достопримечательности
В городе Хамадан расположены руины Экбатаны (столица Мидии, Ахеменидов, Парфии и Сасанидов), мавзолеи Авиценны и Баба-Тахира, статуя «Каменного льва» эпохи Парфии, храм и могила Эсфири и Мардохея, гробницы Алави и Яхьи, в окрестностях — комплекс Ганджнаме (скальные надписи эпохи Ахеменидов и водопад).
В городе Туйсеркан расположены гробница пророка Аввакума эпохи Сельджукидов, мавзолей Мир Рази, медресе Шейх Али Хани, базар эпохи Каджаров, в окрестностях — холмы Баба Камаль, Рудлар и Шахрестане с руинами древних поселений, деревня Велашджерд с руинами города эпохи Сасанидов. В городе Нахавенд расположены руины эпохи Ахеменидов и Сасанидов, в окрестностях — лагуна Гейан. В городе Малайер интересен красивый парк, в окрестностях — зороастрийский храм Ношиджар. Также в провинции расположены популярная у туристов пещера Али-Садр с системой озер и горнолыжные курорты в горах Алванд.